# Stipan Mukić
Stipan Mukić (Subotica, 1838. — 1903.) je bio glazbenik i skladatelj iz Bačke, rodom Hrvat. 
Bio je poznati tamburaš svog vremena. Pisao je skladbe za tambure: pjesme i igre, a do danas se sačuvalo njegovo njegovo uglazbljenje pjesme Kolo igra tamburica svira kojoj je tekst napisao hrvatski pjesnik Nikola Kujundžić. To je njegovo najpoznatije djelo. Prvi je put izvedeno na prvom Velikom prelu 1879. godine.
Danas se po Stipanu Mukiću zove ulica u Subotici.